# Маріка білочерева

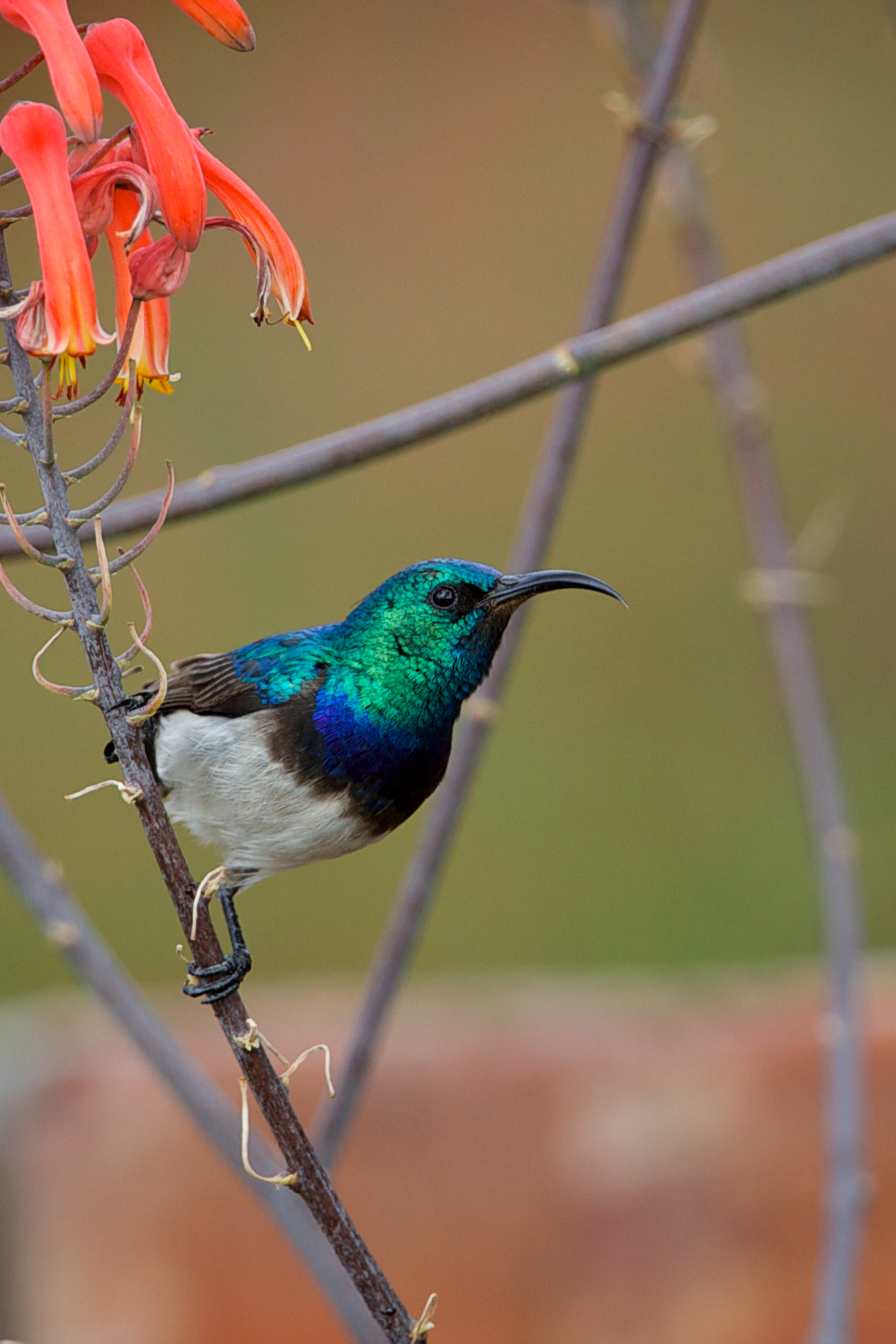
Самець білочеревої маріки

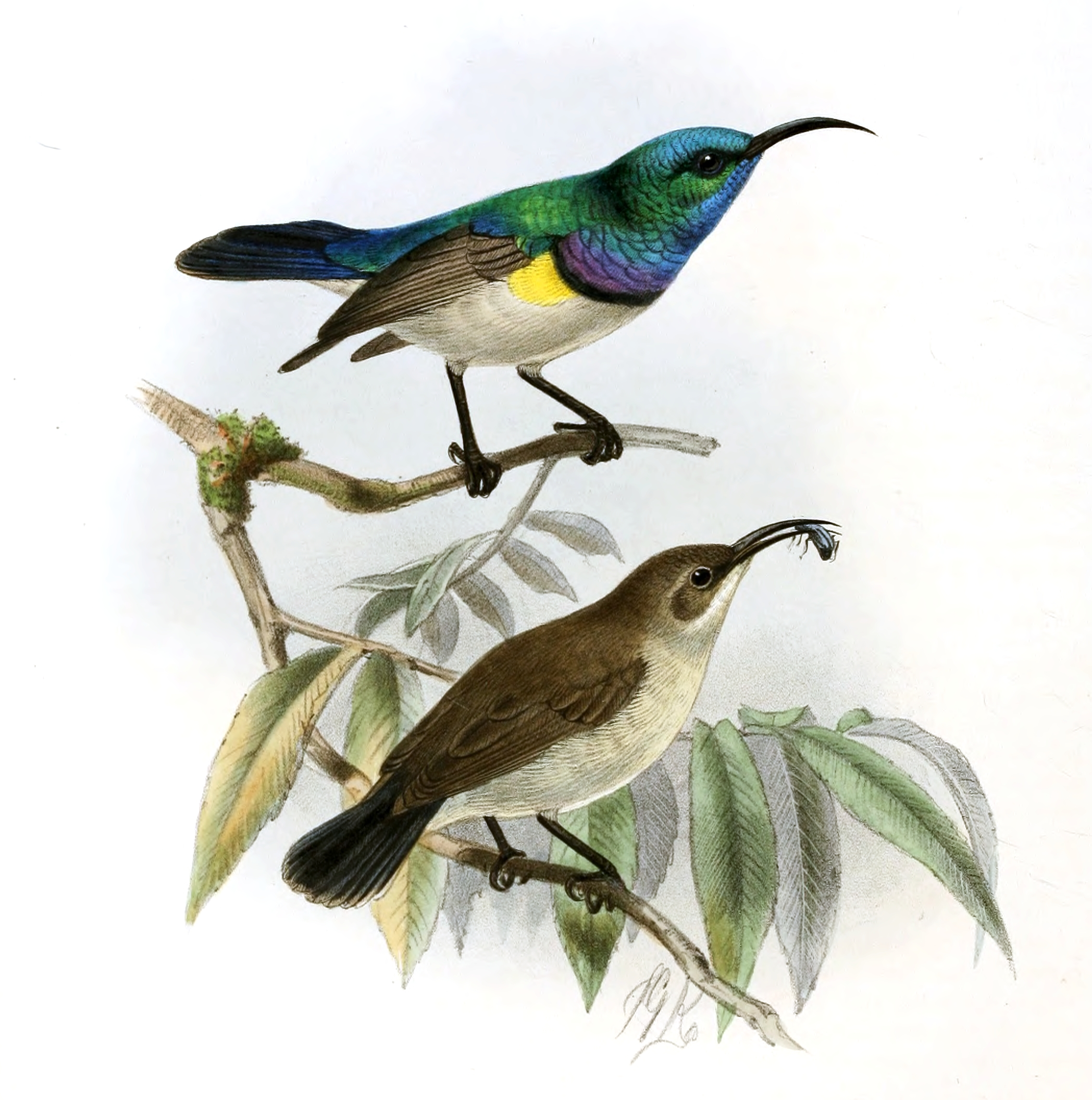
Білочереві маріки

Ма́ріка білочерева (Cinnyris talatala) — вид горобцеподібних птахів родини нектаркових (Nectariniidae). Мешкає в Центральній, Східній і Південній Африці.

## Поширення і екологія
Білочереві маріки мешкають в Анголі, Замбії, Демократичній Республіці Конго (Верхня Катанга), Малаві, Мозамбіку, Зімбабве, Ботсвані, Намібії, Південно-Африканській Республіці і Есватіні. Вони живуть в саванах, міомбо, заростях на берегах річок, в парках і садах.

## Поведінка
Білочереві маріки живляться нектаром і комахами. Гніздо мішечкоподібне з бічним входом, зроблене з сухої трави і листя, скріплене павутинням, зовні прикрашене шматочками кори і листям, встелене рослинними волокнами, шерстю і пір'ям. Сезон розмноження триває з червня по березень. В кладці від 1 до 3 яєць. Насиджує лише самиця, інкубаційний період триває 13-14 днів. За пташенятами доглядають і самиці, і самці. Пташенята покидають гнізро через 14-15 днів. Білочереві маріки іноді стають жертвами гніздового паразитизму білочеревих дідриків.